# Террор автонов
Террор автонов (англ. Terror of the Autons) — первая серия восьмого сезона британского научно-фантастического телесериала «Доктор Кто», состоящая из четырёх эпизодов, которые были показаны в период с 2 по 23 января 1971 года.

## Сюжет
Мастер прибывает на Землю, крадёт оставшуюся энергоячейку Нестин и использует радиотелескоп для передачи её сигнала в открытый космос. О краже ячейки и саботаже телескопа узнаёт ЮНИТ, и на место событий выезжают Доктор, его новая помощница Джо Грант (предыдущая, Элизабет Шоу, вернулась в Кембридж) и Бригадир Летбридж-Стюарт. Во время обследования установки Доктор встречает повелителя времени, который предупреждает его: Мастер, его старый враг, на Земле и попытается убить его.
Выдавая себя за полковника Мастерса, потенциального клиента, Мастер захватывает ближайшую фабрику по производству пластика для производства автонов. Джо обследует фабрику, но её обнаруживает Мастер, гипнотизирует и стирает память о встрече с ним. Он отсылает её назад в ЮНИТ с заминированным контейнером, якобы содержащим украденную энергоячейку. Доктор понимает, что она под гипнозом, и обезвреживает мощную бомбу.
Доктор посещает цирк Россини, где при попытке открытия ТАРДИС Мастера его ловит сам Россини. Его освобождает Джо, последовавшая за Доктором против его желания. Доктор вынимает что-то из ТАРДИС Мастера, но на них нападает Россини с его людьми. Вовремя спасённый двумя полисменами, Доктор подозревает неладное и обнаруживает, что один из офицеров — автон.
Сбежав из машины, Доктор и Джо прячутся до приезда Бригадира и капитана Майка Йетса. Между ними и автонами начинается перестрелка. Последние одеты в карнавальные костюмы и раздают людям пластиковые нарциссы. Вскоре по всей стране начинается серия смертей от удушения, шока и остановки сердца.
Мастер тем временем проникает в ЮНИТ под видом телефонного техника и устанавливает телефонный кабель в лаборатории Доктора. На теперь пустой пластиковой фабрике Бригадир и Доктор обнаруживают, что Фаррел, менеджер фабрики, заказал автобус. Они также находят пластиковый нарцисс, связывающий фабрику и Мастера.
Как только Доктор пытается расшифровать инструкции Нестин, вложенные в цветок, радиосигнал от телефона случайно активирует его. Нарцисс брызгает пластиком на лицо Джо, и та начинает задыхаться, пока Доктор не убирает плёнку спреем.
Мастер, обнаружив пропажу дематериализационного контура из его ТАРДИС, прибывает в ЮНИТ для сражения с Доктором. Он решает взять Джо и Доктора в заложники на радиотелескоп, заставляя Бригадира отменить авиаудар по автобусу и карьеру, где прячутся автоны. Фаррел, восстанавливая свою ментальную независимость, пытается разбить автобус, но Мастер не даёт ему этого сделать, и Доктор с Джо сбегают.
Отряды ЮНИТ занимаются автонами, а Доктор и Бригадир преследуют Мастера до центра управления установкой. Доктор убеждает Мастера, что Нестин не видит разницы между союзниками и врагами. Вместе они закрывают канал для вторжения, заставляя Нестин отступить, а автонов отключиться. В автобусе Мастер делает вид, что сдаётся, но достаёт пистолет, и его убивает Йетс. Доктор снимает маску с тела, и оказывается, что это был Фаррел в маске. Настоящий Мастер сбегает на автобусе, но дематериализацонный контур от его ТАРДИС всё ещё в руках Доктора, и теперь они оба заперты на Земле.

## Трансляции и отзывы
| Эпизод            | Дата показа    | Продолжительность | Телезрители (в миллионах) | Archive                   |
| ----------------- | -------------- | ----------------- | ------------------------- | ------------------------- |
| «Эпизод 1»        | 2 января 1971  | 23:21             | 7,3                       | PAL D3 colour restoration |
| «Эпизод 2»        | 9 января 1971  | 22:04             | 8                         | PAL D3 colour restoration |
| «Эпизод 3»        | 16 января 1971 | 24:34             | 8,1                       | PAL D3 colour restoration |
| «Эпизод 4»        | 23 января 1971 | 24:57             | 8,4                       | PAL D3 colour restoration |
| [ 1 ] [ 2 ] [ 3 ] |                |                   |                           |                           |